# サンセール
サンセール(Sancerre)は、フランス中央部サントル＝ヴァル・ド・ロワール地域圏シェール県のコミューン。

## 概要
ロワール川に面した丘の上に小さな市街地を形成しており、「丘の上の町」として知られている。中世からの数々の歴史的建造物や、美しい建物が散在する市街は非常に美しく、訪れる人も多い。

## 歴史
1152年、サンセールはシャンパーニュ伯家に依存するカウンティの中心となった。1226年、ルイ9世はシャンパーニュ伯ティボー（ナバラ王テオバルド）から、サンセールの宗主権を買い取った。百年戦争中、サンセールの要塞はロワール渓谷の有名な最前線を保護する戦略上の要地であった。

## ワイン
ロワールワインのもっとも上流の産地として知られている。白が多いが昔ながらの赤もある。詳しくはサンセールAOCを見よ。